# Kasteel van De Walle
Het Kasteel van De Walle (Frans: Château de la Motte-au-Bois) is een kasteel in de tot de gemeente Moerbeke behorende plaatsje De Walle in het Franse Noorderdepartement.

## Geschiedenis
De Franstalige naam van het plaatsje verwijst naar het mottekasteel dat hier eens stond. In 1065 werd hier door Robrecht I de Fries, Graaf van Vlaanderen, een versterkte burcht opgericht, genaamd Ter Walle, die onder meer de Leie beheerste en te midden van een grafelijk domein lag, het latere Niepebos. Het kasteel was een verblijf voor de graven van Vlaanderen. In 1163 verbleef ook Thomas Becket hier.
In 1657 werd de burcht gesloopt door maarschalk Turenne, nadat het gebied door Frankrijk was veroverd. Het grafelijk domein werd nu een koninklijk domein. In 1660 werden op het terrein van het kasteel nieuwe gebouwen opgetrokken ter huisvesting van het dienstpersoneel. Er zetelde een juridisch en administratief kantoor en een boswachterij. Tijdens de Franse Revolutie werd het kasteel en landgoed onteigend en tot nationaal goed verklaard en in 1795 verkocht aan een particulier: een zekere Taffin uit Dowaai. Deze liet restanten van de oude versterking afbreken, liet een kapel bouwen en maakte het complex weer bewoonbaar. In 1837 vond een herbouwcampagne plaats. In 1895 werden de laatste resten van de versterking gesloopt en heeft de eigenaar, baron Amoury de la Grange, vele verbouwingen doorgevoerd, waaronder de bouw van vierkante toren. Tijdens de Eerste Wereldoorlog stelde hij zijn landgoed ter beschikking aan de Britse troepen. Tijdens de Tweede Wereldoorlog werd het kasteel in juni 1944 gebombardeerd door de geallieerden en in 1950 weer hersteld.
In 1962 werd het kasteel, met een landgoed van 100 ha, door de zoon van Amoury geschonken aan het Institut aéronautique et école de pilotage Amaury de la Grange, een opleidingsinstituut voor piloten.